# Soto la Marina (kommun)
Soto la Marina är en kommun i Mexiko.   Den ligger i delstaten Tamaulipas, i den centrala delen av landet, 500 km norr om huvudstaden Mexico City. Antalet invånare är 22 826. Arean är 6 422 kvadratkilometer.
Terrängen i Soto la Marina är varierad.
Följande samhällen finns i Soto la Marina:
- Soto la Marina
- El Carrizo
- Diez de Abril
- Sector Vista Hermosa
- La Peñita
- El Sabinito
- La Encarnación
- Benito Juárez
- Los Bellos
- Praxedis Balboa
- José Silva Sánchez
- Pobladores de México
- Francisco Villa